# Steinschnitt (Geometrie)
Der Steinschnitt ist das Entwerfen von Steinkörpern für die Architektur. Als geometrisches Verfahren ist der Steinschnitt Teil der Stereometrie. Er befasst sich mit der Konstruktion und Aufteilung von winkeligen, insbesondere radialen Werksteinen wie Bögen oder Gewölben.   
Dabei werden durch den Steinschnitt im Wesentlichen drei Prinzipien berücksichtigt, die charakteristisch für Natursteine sind:
1. Berücksichtigung der Statik. Natursteine haben beispielsweise in aller Regel gute Druckfestigkeits- und schlechte Biegzugfestigkeitswerte. Diese Erkenntnis ist bei der Konstruktion der Steine zu beachten.
2. Berücksichtigung der Steintechnik. Beispielsweise brechen spitzwinkelige Steine entweder beim Bearbeiten oder beim Einbau an den Spitzen leicht ab. Deshalb werden Druckkräfte auf rechte Winkel abgeleitet.
3. Berücksichtigung von Ästhetik. Das aufgeteilte Ganze muss in Beziehung zu den einzelnen Teilen stehen. Die Proportionen der einzelnen Teile untereinander dürfen hinsichtlich ihrer Größe nicht zu weit streuen.

Der Steinschnitt wird angewendet für Steinverbände, Quaderverkleidung, Steinverbindung, Natursteinmauerwerk, Pfeiler und Säulen, Böschungsmauern, Fugenschnitt, zylindrische Mauern, kegelförmige Mauern, Flügelmauern und Maueröffnungen (Türen und Fenster).
Im Steinschnitt ausgebildet werden Gesellen, die sich Steinmetz- und Steinbildhauermeister und Steintechniker fortbilden. Steinschnitt in geringerem Umfang wird auch an Berufsschulen in der Lehrlingsausbildung gelehrt.
Um Werksteine auf Zeichnungen darzustellen, werden mittels Steinschnitt verschiedene sogenannte Schnittebenen festgelegt und gezeichnet. Grundsätzlich werden Ansicht, Untersicht und Schnitt gezeichnet. Ansichtsseiten werden als Häupter bezeichnet, Seitenflächen als Köpfe und die Auflagenflächen als Lager.
Besondere Bedeutung hat das Zeichnen von räumlichen Darstellungen von Steinkörpern, sogenannten Isometrien.
Höhepunkte in der Geschichte des Steinschnitts sind gotische Maßwerke und barocke Gewölbe.